# Conus fulgetrum
Conus fulgetrum é uma espécie de gastrópode do gênero Conus, pertencente a família Conidae.